# Нью-Флоренс (Пенсільванія)
Нью-Флоренс (англ. New Florence) — місто (англ. borough) в США, в окрузі Вестморленд штату Пенсільванія. Населення — 671 особа (2020).

## Географія
Нью-Флоренс розташований за координатами 40°22′45″ пн. ш. 79°4′30″ зх. д. / 40.37917° пн. ш. 79.07500° зх. д. (40.379052, -79.075136).  За даними Бюро перепису населення США в 2010 році місто мало площу 0,85 км², уся площа — суходіл.

## Демографія
Згідно з переписом 2010 року, у селищі мешкало 689 осіб у 302 домогосподарствах у складі 194 родин. Густота населення становила 812 осіб/км².  Було 335 помешкань (395/км²).
Расовий склад населення:
| - 98,1 % — білих - 0,4 % — чорних або афроамериканців - 0,1 % — корінних американців |

До двох чи більше рас належало 0,4 %. Частка іспаномовних становила 1,5 % від усіх жителів.
За віковим діапазоном населення розподілялося таким чином: 19,2 % — особи молодші 18 років, 59,5 % — особи у віці 18—64 років, 21,3 % — особи у віці 65 років та старші. Медіана віку мешканця становила 45,5 року. На 100 осіб жіночої статі у селищі припадало 94,1 чоловіків;  на 100 жінок у віці від 18 років та старших — 88,8 чоловіків також старших 18 років.
Середній дохід на одне домашнє господарство  становив 48 361 долар США (медіана — 40 756), а середній дохід на одну сім'ю — 53 157 доларів (медіана — 41 528). Медіана доходів становила 42 188 доларів для чоловіків та 31 071 долар для жінок. За межею бідності перебувало 15,1 % осіб, у тому числі 15,8 % дітей у віці до 18 років та 4,3 % осіб у віці 65 років та старших.
Цивільне працевлаштоване населення становило 308 осіб. Основні галузі зайнятості: виробництво — 16,9 %, освіта, охорона здоров'я та соціальна допомога — 15,9 %, транспорт — 10,4 %, роздрібна торгівля — 9,1 %.